# Apanthura forceps
Apanthura forceps är en kräftdjursart som beskrevs av Negoescu och Brandt 200. Apanthura forceps ingår i släktet Apanthura och familjen Anthuridae. Inga underarter finns listade i Catalogue of Life.